# Aït Atta
Les Aït Atta (en tamazight: ⴰⵢⵜ ⵄⵟⵟⴰ, Ayt Ɛeṭṭa) sont une confédération tribale appartenant à l'ethnie Amazigh qui mène une vie semi-nomade et sédentaire. Leur territoire est centré autour du massif montagneux du l'Adrar n Saghro, dans le sud-est du Maroc.

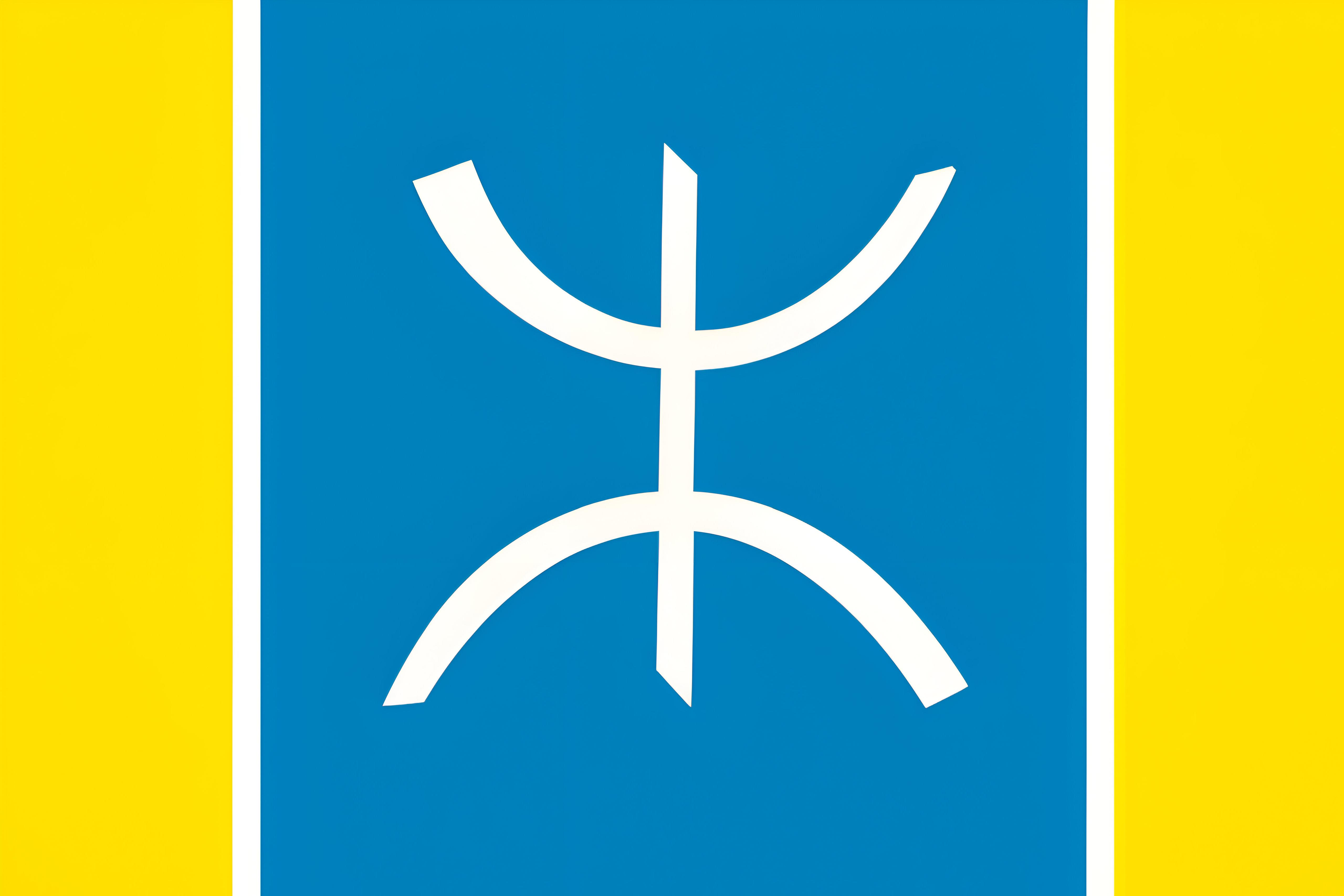
Drapeau des Aït Atta

Ils sont considérés comme les derniers représentants au Maroc de l’ancienne tribu sanhadjienne des Massufa. Toutefois, à travers les siècles, la confédération Aït Atta a absorbé quelques autres fractions exclusivement Berbères venues des localités voisines,,,,, après être devenus maîtres du sud-est marocain et de la vallée du Drâa , les tribus arabes des Arib,et Beni Mhammid qui nomadisaient aux alentours passa sous leur tutelle et protection , mais sans entrer dans sa structure tribale.

## Origines

### Traditions et légendes
Selon les récits oraux transmis au sein de la confédération, l'origine des Aït Atta est intimement liée à la figure mythique de Dadda Atta, un patriarche originaire du Djebel Saghro. Une des légendes les plus célèbres raconte qu’il aurait eu quarante fils, tous mariés le même jour. Durant les festivités, un berger de la tribu voisine des Aït Sdrat  aurait saboté leurs fusils en les remplissant d’eau, permettant ainsi à sa propre tribu de lancer une attaque surprise. Les quarante fils de Dadda Atta furent tués, mais leurs épouses, miraculeusement épargnées, donnèrent naissance à 39 garçons et une fille. Ces descendants auraient plus tard vengé leurs pères en repoussant les Aït Sdrat et en fondant les premières composantes de la confédération Aït Atta.
Une autre version de cette légende rapporte un mariage collectif anonyme interrompu par une attaque similaire des Aït Sdrat, avec un scénario presque identique. Dans toutes les variantes, on retrouve l’idée d’un ancêtre commun, d’une trahison fondatrice, et d’un renversement de situation qui marque la naissance de la confédération.
Une autre tradition non spécifique aux Aït Atta, mais reprise localement, rattache les Berbères du Maroc à la descendance de Jallut (Goliath), vaincu par 
Dawud (David). L’un des fils survivants de Goliath aurait migré vers le Maghreb, où ses descendants auraient fondé diverses tribus, y compris, selon certaines versions tardives celle des Ait Atta.
Ces récits, bien que transmis oralement, occupent une place importante dans l’identité collective des Aït Atta et sont encore vivaces dans les montagnes du Saghro et les oasis du Drâa.

### Origines historiques
L'origine réelle des Aït Atta est difficile à établir avec précision, en raison de l'absence de sources écrites internes et de leur position marginale vis-à-vis des centres de production écrite du Maroc. Cependant, plusieurs éléments permettent une reconstitution historique partielle.
La confédération des Aït Atta est issue de plusieurs lignages d’origines diverses. Elle rassemble majoritairement des tribus d’origine sanhajienne, plus précisément du groupe des Messoufa dont ils représenteraient les derniers descendants installés au Maroc, une composante saharienne de la grande confédération berbère des Sanhaja. Ces tribus auraient migré depuis les régions sahariennes vers les confins du Sud-Est marocain, où elles se sont implantées dans le Saghro, le Haut Atlas oriental et les piémonts sahariens.
Ainsi, les Ait Atta sont des Berbères purs, composés majoritairement des sanhadja (Massufa)et autres berbères d'autres fractions sanhajiennes et une minorité non-sanhajiennes , leur fusion progressive c'est faite dans le cadre d’une organisation tribale très hiérarchisée

## Territoire
Le territoire des Aït Atta, stable depuis plusieurs siècles, s’étend principalement sur le Djebel Saghro et ses pourtours. Il est délimité sur trois côtés par des cours d’eau : à l’ouest le Drâa ; au nord, les vallées du Dadès, du Todgha et du Ghéris ; à l’est le Ziz. Il est réparti sur cinq provinces du sud-est du Maroc : Azilal, Ouarzazate, Zagora, Tinghir et Errachidia.

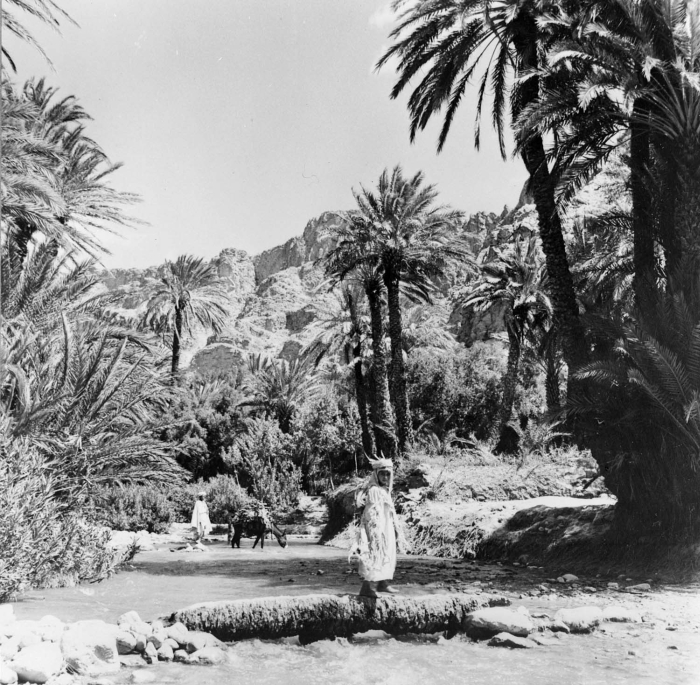
Photographie de l'Oued Todgha en 1955

Le territoire des Ait Atta se divisait en deux grandes zones : 
- les Aït Atta n umalu (« du nord », littéralement « de l’ombre »), situés sur le versant nord de l’Atlas, près de Ouawizght[17], entre l’Oued el Abid et la plaine de Beni Mellal[18] ;
- les Aït Atta n tafuyt (« du sud », littéralement « du soleil »), établis dans la région du sud-est marocain entre Errachidia et Ouarzazate, autour de la vallée du Drâa et du Tafilalet[18].

Les Aït Atta, pour préserver leur territoire, ont dû s’approprier des ressources essentielles et contrôler le commerce caravanier, influençant ainsi leurs relations avec les régions voisines. Dès la fin du XVIe siècle, ils ont dominé le Sud-Est marocain, du Saghro au Tadla et du Draa au Tafilalet. L’instauration des agdals dans le Haut-Atlas central nécessitait une coopération avec d’autres tribus pour assurer les passages entre le Saghro et ces zones pastorales.

## Organisation Socio-Politique
Le livre de David Hart décrit les Aït Atta comme le plus grand groupe tribal du sud central du Maroc.  Ils présentent un degré extrême de marginalisme, non seulement géographique mais aussi politique vis-à-vis du Makhzen . Leur société est caractérisée comme une société segmentaire transhumante. Ils ont développé un système de patronage-clientèle complexe lors de leur expansion,,. Les Aït Atta étaient des semi nomades éleveurs ovins et caprins pratiquant la transhumance sur de longues distances jusqu'au pâturages du versant nord du Haut-Atlas, vivant sous la tente ou dans un qsar . Sur sollicitations des cultivateurs harratin des vallées et des oasis en quête de protecteurs pour se défendre contre les incursions et pillages d’autres tribus berbères ou arabes, ils se sont progressivement sédentarisés

### La Structure Segmentaire
La société Aït Atta possède un système de lignage segmentaire qui est en bon état de fonctionnement à ses niveaux inférieurs. Ils revendiquent une descendance agnatique de Dadda 'Atta, et de ses quarante petits-fils. Leurs lignées sont traçables jusqu'aux clans ou subclans (taqbilt, pl. tiqbilin).
Le niveau segmentaire fondamental appliqué au niveau de la "supertribu" est le concept des  "cinq cinquièmes", connu en berbère sous le nom de khams khmas n-Ait 'Atta. C'est ce concept des "cinq cinquièmes" qui fait des Aït Atta un "agrégat et une unité ancillaire autorisée". La structure cruciale des "cinq cinquièmes" est également la base nominale pour la division des terres pour l'agriculture, bien que la répartition réelle se fasse en proportion directe du nombre d'hommes présents de chaque khums. Le principe des "cinq cinquièmes" est un diagnostic structural important des systèmes politiques des tribus transhumantes du Haut Atlas Central.

### Droit Coutumier et Lois

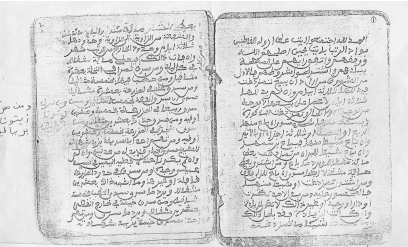
Droit coutumier des Ait Atta, XVIe siècle/XVIIe siècle

Un élément crucial du droit coutumier est le système de prestation de serment, qui est une preuve par excellence ou de pureté. Le serment reposait sur la crainte d'une sanction surnaturelle . Sous le Protectorat, le serment collectif était un garant de la bonne foi du défendeur, de la même manière que le serment individuel constituait une garantie de la réticence du demandeur à prêter serment s'il était coupable. Le droit coutumier était appliqué jusqu'à l'indépendance en 1956.
Le système de la diyat (prix du sang ou compensation pour meurtre) fait également partie du droit coutumier. En cas de meurtre, le diyat était traditionnellement versé aux parents de la victime, puis aux frères si les parents étaient décédés. pour une victime féminine, le diyit suivait les règles de la Shari'a en matière d'héritage. Pour une femme enceinte, il était payé selon le sexe de l'enfant à naître ; pour une femme mariée, il était versé à son mari, ou à ses parents ou agnats si elle était décédée ou divorcée. En cas de conflit, la diyat était une forme de compensation pour le meurtre,.
Les disputes pouvaient être résolues par un a'ban (offrande de paix), qui est littéralement un "drap blanc". Il s'agit d'un tissu blanc ou d'un selham sur lequel le pétitionnaire place des herbes, du sucre, du pain, et le plus important, un bébé ou un petit enfant, en signe de demande de pardon. Accepter un a'ban était considéré comme la plus grande des insultes si le silham était offert à l'amghar, le coupable payant une amende. Cependant, l'utilisation d'un a'ban ne supprimait pas toujours la peine ou l'amende. Un usage classique de l'a'ban était dans le cas de la diyat, où il était offert par les agnats de l'accusé aux agnats de la victime comme compensation préliminaire acceptée s'ils prenaient l'offrande. Refuser d'accepter un a'ban proposé par les Aït l-khair sous le ar (une forme de malédiction conditionnelle) était considéré comme une mauvaise action.

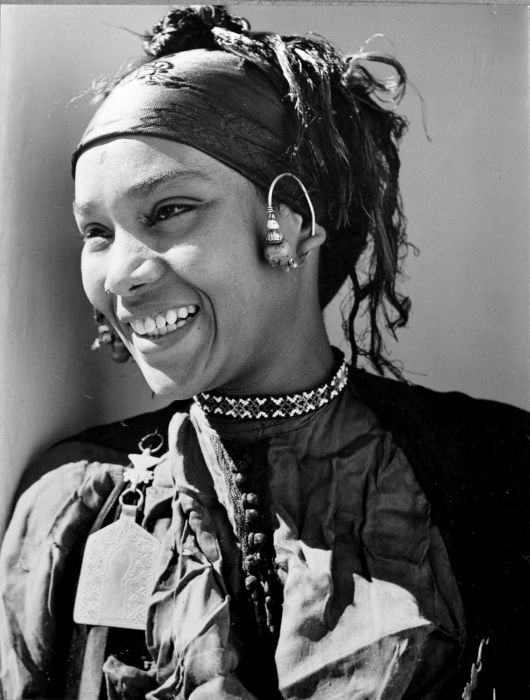
Une Haratin du Drâa. Les Haratin étaient discriminés par les Aït Atta, qui leur interdisaient de posséder des terres et de se marier avec eux

Dans des circonstances ordinaires, le pouvoir reposait traditionnellement principalement sur les conseils locaux de chefs de tribu, appelés ajmu, qui réglaient les affaires selon le droit coutumier, azerf ou taɛqqit.'
Dans les oasis qu’ils conquirent, les Aït Atta dominèrent initialement une société hiérarchisée, où les Haratin, qui travaillaient la terre, se voyaient interdire d’en posséder et devaient conclure un accord de protection avec un patron Aït Atta. Cette stratification sociale a considérablement reculé depuis l’indépendance du Maroc, avec l’établissement de l’égalité juridique.

David Hart, en expliquant l’attitude des Aït Atta envers les Haratin, déclare:
En ce sens, les Aït Atta sont sans aucun doute les plus grands racistes du sud marocain. Blancs, organisés en tribus, Berbères transhumants qui ont toujours porté les armes, ils méprisent les Haratin pour être : (1) de type négroïde, (2) non-tribaux, (3) sédentaires et agricoles, et (4) inexpérimentés dans le maniement des armes.—  "The Tribe in Modern Morocco: Two Case Studies », dans Arabs and Berbers. From Tribe to Nation in North Africa"
Cette attitude se reflétait dans leur droit coutumier. Par exemple, les Noirs libres étaient interdits d’accès à la propriété foncière, et d’autres lois discriminatoires existaient, comme l’interdiction de vendre une maison ou un terrain à un Hartani, sous peine d’une lourde amende pour les deux parties. Cela s’expliquait par le fait que la terre était le fondement du statut social. Les Aït Atta affirment même qu'avant le protectorat, il était courant qu’un homme qui venait d’acquérir un nouveau fusil le teste sur un Haratin.
Cette mentalité a persisté jusque dans les années 1990, comme l’a observé Cynthia J. Becker, les membres des Aït Khabbash refusant de se marier avec des Noirs pour préserver la supposée pureté de leur lignée. Ils désignaient leurs voisins noirs par le terme Ismkhan (au singulier Ismakh ou Ismag), signifiant «esclave» en tamazight, mais utilisé aussi pour dire «Noir» ou « Hartani ».
Les Ismkhan sont pourtant culturellement très proches de leurs voisins Aït Khabbash : ils parlent le tamazight, pratiquent des cérémonies de mariage similaires et partagent des formes artistiques proches. Malgré la discrimination, leur statut social est partiellement valorisé par leur rôle dans les rituels de guérison publique, leur conférant un certain baraka.
Igharm Amazdar, servait de capitale aux Aït Atta. La Cour suprême d’appel des Aït Atta, appelée istinaf, y était installée. Elle était composée de six hommes appelés ti'aqqidin ou ait l-haqq (« les gens de la vérité »), qui étaient réélus pour chaque affaire. Deux de ces six membres venaient toujours des Aït Yazza, deux des Aït Zimru et deux des Aït Hassu.
Ils tranchaient les litiges que les conseils locaux ne pouvaient pas résoudre. En cas de désaccord entre eux, six autres arbitres étaient nommés dans les mêmes proportions, et encore six autres si nécessaire. Si aucun accord n’était trouvé, le amghar n-tmazirt (chef de clan) des Aït Aisa n-Igharm Amazdar intervenait pour départager,.
Admam, près d’Igharm Amazdar, était l’endroit où les chefs suprêmes des Aït Atta étaient élus. Tiniurshan était le lieu de résidence d’une branche locale du sharif Moulay Abdallah ben l-Hsain (le saint patron des Aït Atta, qui leur avait accordé le droit de codifier leur droit coutumier). C’est là qu’ils conservaient leur ancien drapeau de guerre tribal, ainsi que les documents en peau de chameau vieux de deux siècles appelés Shrut n-khams khmas n-Aït Atta («Accords des Cinq Cinquièmes»).

### Organisation du Pouvoir et des Chefs
Le chef suprême des Aït Atta est l'amghar n-ufilla. Il est théoriquement élu annuellement au printemps. L'élection avait lieu sur le lieu de transhumance estivale, traditionnellement à Admam, près d'Igharm Amazdar. Le processus d'élection est basé sur un principe de rotation et de complémentarité entre les cinq cinquièmes. Un cinquième choisissait et élisait un candidat tandis que les membres des quatre autres cinquièmes n'y participaient pas; ce candidat devenait alors le nouvel amghar ou chef suprême. L'année suivante, c'était au tour d'un autre cinquième. Ce même processus était reflété aux niveaux inférieurs de l'organisation, où le clan local (amghar n-tmazirt) était élu de manière similaire. Le processus électoral impliquait des rituels spécifiques, comme la présentation d'un mouton, le versement de lait et de dattes.

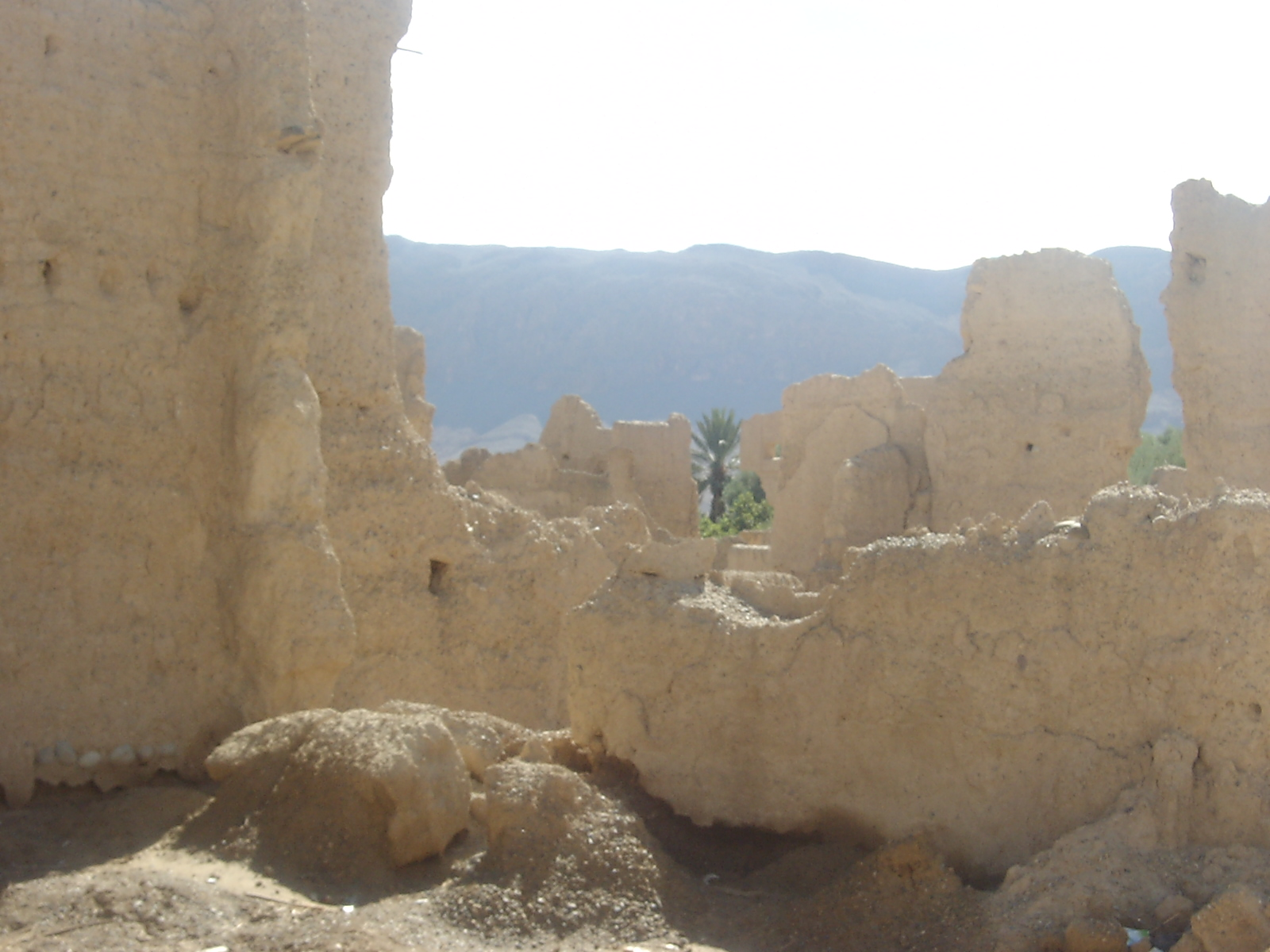
Igharm Amazdar, capitale et cour suprême des Aït Atta

Cependant, le pouvoir réel résidait souvent dans les mains du conseil des notables (ajmu), décrit comme une assemblée égalitaire. L'ajmu possédait une connaissance approfondie du droit coutumierf. Le pouvoir de l'amghar pouvait être fragile, et il pouvait être contraint de quitter ses fonctions avant la fin de son mandat s'il abusait de son pouvoir. L'amghar n'ufilla était élu sur la base d'un examen spécial de son "excellence" selon les principes de rotation et de complémentarité des cinq cinquièmes,.
Au siège tribal d'Igharm Amazdar, il existait une cour suprême d'appel composée de six hommes appelés a'qad ou inahkamen (littéralement "gardiens de la coutume" ou "personnes de la vérité"). Cette cour était chargée de juger les conflits. Elle siégeait en plein air jusqu'en 1938, date à laquelle un bâtiment fut construit pour l'abriter. Les six inahkamen étaient choisis un pour chaque cas parmi les principaux clans Aït Atta résidant à Igharm Amazdar. Ce système judiciaire était conçu pour résoudre les différends. Leurs décisions nécessitaient une majorité de quatre sur six. L'institution d'Irherm Amazdar incarne ce patrimoine moral et représente une création remarquable du génie tribal des Aït Atta.

### Le Système de Patronage-Clientèle
C'est un système complexe de relations entre les Ait 'Atta en tant que patrons ou protecteurs, et des groupes sociaux dominé considérés comme inférieurs, appelés ra'aya . Les principaux groupes clients mentionnés sont les Haratin ou Drawa et les Juifs. Il y a aussi des mentions de clients arabes
Le système repose sur une relation de protection offerte par les Ait 'Atta aux groupes clients. Les clients sont parfois appelés "gens de protection". Cette protection était particulièrement importante dans un contexte d'expansion territoriale.
En échange de la protection, les groupes clients avaient des obligations envers les Ait 'Atta;
- Les Haratin, qui étaient des agriculteurs sédentaires[52], payaient un tribut aux Ait 'Atta[53]. Ce tribut pouvait prendre la forme d'une partie de la récolte, initialement un cinquième, bien que les sources indiquent des ajustements ultérieurs. La surveillance de la récolte par le ra'i était une fonction cruciale[54].

- Les Juifs payaient également pour leur protectioion. La relation impliquait des échanges économiques; les Ait 'Atta ne travaillaient pas les champs, mais protégeaient ceux (comme les Haratin et les Juifs) qui le faisaient[49].

Pour les Ait 'Atta, ce système leur a permis d'intégrer et de contrôler d'autres populations alors qu'ils s'étendaient. L'exploitation agricole sédentaire des Haratin sous leur protection contribuait à l'économie des Ait 'Atta, qui étaient semi nomade pour la plus part
Le système a été affecté par la pénétration française. Après l'Indépendance du Maroc en 1956, la relation de patronage-clientage a été officiellement abrogée. Cependant, des tensions et du ressentiment de la part des Haratin envers les Ait 'Atta ont persisté, notamment concernant la redistribution des terres.

### Transhumance et Sédentarisation
C'est l'activité traditionnelle majeure. La transhumance permet l'exploitation des zones de pâturage saisonnières.
Il existe une transhumance estivale vers le nord, dans les Igudlan, et une transhumance hivernale vers le sud et le Ma'idar. L'élevage du mouton est la caractéristique majeure de leur économie transhumante. 

Les sources distinguent différents groupes selon leur degré de sédentarisation:

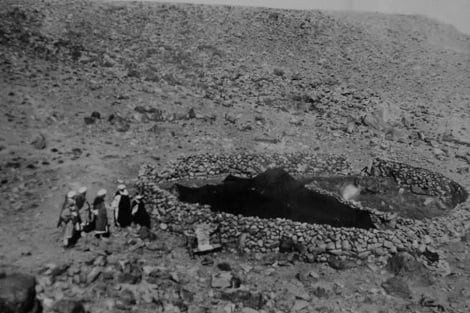
Campement de transhumant Aït Atta

- Groupes sédentaires : Ce sont ceux qui ont des logements permanents et sont principalement des agriculteurs[56]. Certains groupes Ait 'Atta sont devenus complètement sédentaires, notamment les Ait L-Firsi du Saghu,  se livrant à l'agriculture sédentaire[56].
- Groupes mixtes transhumants et sédentaires : Beaucoup d'Ait 'Atta ont des maisons permanentes où ils vivent en automne et en hiver/printemps, et des tentes pour la transhumance estivale[56].
- Groupes transhumants: Certains groupes pratiquent une transhumance sur de longues distances, comme certains groupes du sud de  la terre des Ait Atta. Les Ait Khabbash sont mentionnés comme des nomades chamelier à plein temps[56].

La distinction entre transhumance et sédentarisation n'est pas toujours rigide; il y a un spectre.Le cycle agricole annuel est décrit en relation avec la sédentarisation.Dans les zones agricoles comme Usikis, qui dépendent de l'irrigation, la saison agricole annuelle commence au printemps.Les transhumants sont souvent absents pendant la période de croissance des cultures. La plantation a lieu en fin d'automne et début novembre, la récolte en septembre et octobre.

### Habitations, Greniers et Campements

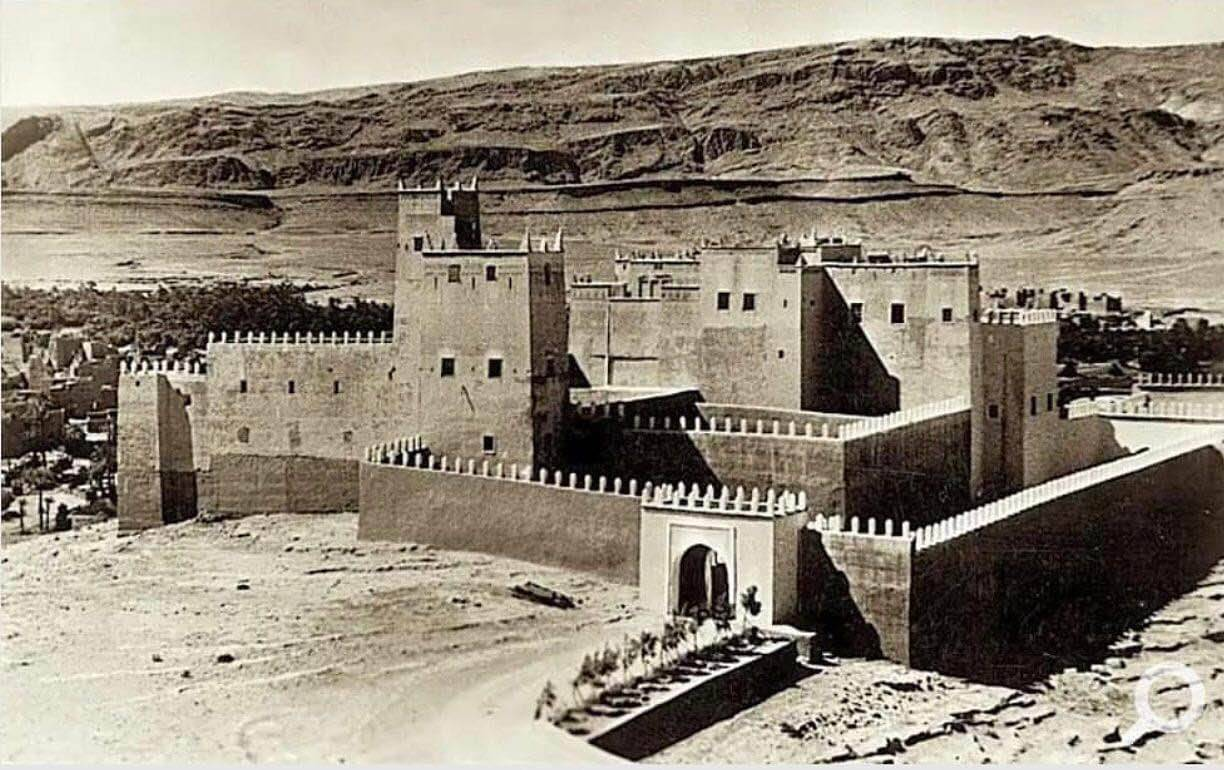
Ksar de Tinghir 1920

Les habitations permanentes sont appelées igharman  en Tamazight, et qsur au pluriel (qsar au singulier) en arabe. Ces termes désignent généralement des villages fortifiés ou des groupements de maisons permanentes.Ces structures sont souvent très impressionnantes, mesurant trois, quatre, voire cinq étages de haut (environ 20-25 mètres).Elles sont construites en pisé  et en pierre, avec des murs épais entourant une cour intérieure. L'ensemble prend souvent l'apparence d'une forteresse
L'architecture Ait 'Atta, notamment dans le Dadès Valley, est décrite comme ayant une apparence crénelée caractéristique.
À l'intérieur, les familles ont des pièces séparées. L'accès aux différents étages se fait par des escaliers. Chaque niveau, correspondant à une lignée, est verrouillé et n'est ouvert que pour les invités importants. Ces habitations permanentes servent également souvent de greniers collectifs ou de réserves de stockage. Elles jouent un rôle crucial dans la protection contre le vol de céréales et de moutons. Un gardien (amsaqqaf) est généralement présent. L'igharm est le lieu où chaque homme conserve sa part de grain.Ces igharman sont des éléments centraux des communautés locales et sont souvent regroupés dans des zones agricoles, notamment celles dépendant de l'irrigation
Pendant la transhumance (igzdu ou irahhalen), les Ait 'Atta vivent dans des tentes. L'unité de campement, également appelée igzdu, consiste traditionnellement en un cercle de tentes, avec un enclos pour les moutons au centre, surveillé par un hommer. Ces campements sont associés aux zones de pâturage (agudal) utilisées pendant la transhumance saisonnière, que ce soit l'été dans le nord (Igudlan) ou l'hiver dans le sud (Ma'idar). Un igzdu peut être composé de sept tentes ou plus, représentant généralement un groupement de campement universel dans la terre des ait atta.

### Marchés (Souks)

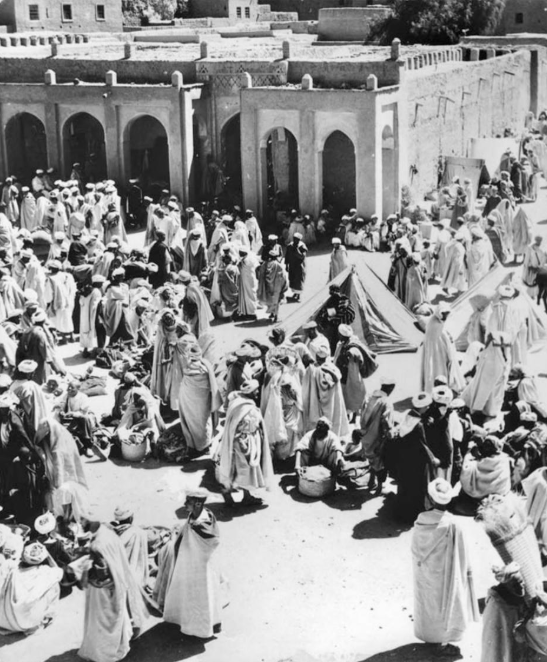
Souk de Tinghir 1930

Dans une grande partie du territoire Ait 'Atta (Attaland), les marchés étaient rares avant le Protectorat français. Leur absence dans le centre de l'Attaland a persisté même après l'établissement de quelques marchés. Les marchés Ait 'Atta sont principalement situés en périphérie du territoire de la supertribu. Seuls quelques marchés ont été établis aux marges après l'Indépendance.Ce fait est considéré comme cohérent avec l'attitude prédominante des Ait 'Atta de tenir les étrangers à distance de leur territoire.Les Ait 'Atta, étant semi nomade transhumants et mobiles, étaient libres de fréquenter les marchés des autres sur leurs territoires périphériques.
Il existe cependant quelques marchés dans ou près du cœur de l'Attaland, spécifiquement dans le sud du Saghu. Deux marchés se tiennent le mercredi à Tazarin et à Alnif. Il y a des douzaines d'autres marchés en périphérie de l'Attaland, dont beaucoup sont fréquentés par les Ait 'Atta. Au nord-ouest, dans la province de Warzazat, il y a un marché pour les Ait 'Atta du Ait Unir n-Birnat, à Umalu les samedis, pour les transhumants estivaux à Tizi n-Ililst Pass les lundis, et les samedis à Tillugwit n-Ait Ishha pour les transhumants. Les Ait Bu Iknifen n-Msimrir et les Ait Usikis ont des marchés plus importants plus au sud, mais considérés comme de petits marchés de montagne. Ces marchés plus grands se trouvent à Imidar, Aman Uqidar et Anu n-Izim, tous le lundi. Un petit marché se tient également à Tinghir les mercredis et samedis, et des marchés plus grands à Bu Main n-Dadès le lundi. Plus au sud, un petit marché se trouve à Nqub le dimanche pour les Ait Sllilu, et un petit marché à Mhamid le mardi pour les Ait 'Alwan et les 'Arib. Un petit marché le mardi à Mil'ab près de Gulmima pour les Ait Khalifa. De grands marchés bi-hebdomadaires se tiennent à Zaqura le dimanche et le mercredi, et à Gulmima le dimanche et le jeudi. Dans le Rqib, la partie nord-est de l'Attaland, il y a même un marché tri-hebdomadaire à Risani, le dimanche, le jeudi et le vendredi.
Trois des plus grands marchés en périphérie de l'Attaland sont bi-hebdomadaires et même tri-hebdomadaires, généralement orientés vers les produits agricoles d'un jour de la semaine, et vers les animaux un autre jour. 

### Guerre et Vendetta
Il y a une distinction claire entre deux types de conflits chez les Ait Atta : la vendetta (tamaddit) et la guerre  (awttu). La politique ou l'approche des Ait 'Atta différait significativement selon qu'il s'agissait d'un conflit interne relevant du droit coutumier ou d'une hostilité externe à plus grande échelle.
La vendetta était considérée comme la conséquence naturelle des actes antisociaux, en particulier l'homicide. La politique ici était de contenir ces conflits dans le cadre du droit coutumier (izirf). Ce droit était géré par une assemblée de « notables » au sein de l'ajmu'. Le serment collectif (tagallit, tizugla) était un élément fondamental de ce système juridique.La responsabilité collective de la lignée agnatique (ashra) de la personne impliquée dans l'acte antisocial était centrale. En cas de meurtre, les agnats de la victime cherchaient la vengeance . La "politique" de l'agresseur (le meurtrier) était souvent de fuir immédiatement pour chercher refuge, idéalement auprès d'anciennes tribus adversaires comme les Ait Murghad, Ait Haddidu, ou Ait Siddrat, ou d'autres tribus de statut égal. L'exil pouvait durer des années.Après le meurtre, l'ashra du meurtrier s'éloignait traditionnellement pendant trois jours. Ils revenaient ensuite pour proposer la paix en offrant un a'aban (offrande de paix) aux agnats de la victime. L'acceptation de la'aban était un préalable à la négociation du prix du sang (diyit). Le diyit était le mécanisme central de compensation dans le droit coutumier, permettant de résoudre la vendetta et d'éviter qu'elle n'escalade en une guerre permanente,. Le montant du diyit variait et était payé par le système social agnatique, impliquant la responsabilité collective. La flexibilité du diyit était liée au degré de sédentarisation. Hart distinguent ceux qui optaient pour l-khair (bonté, paix, solution agnatique par compensation) de ceux qui choisissaient l-ar (honte, vengeance). Cette politique de gestion de la vendetta visait à équilibrer la justice et la paix sociale au sein du groupe, même si les conflits internes  étaient courants et pouvaient affaiblir la cohésion.
Contrairement à la vendetta (Tamaddit), la guerre (awttu) était un état où la compensation ne s'appliquait pas. La politique était l'hostilité permanente avec certaines tribus voisines, ou un état général de dissidence (siba) hors du contrôle du pouvoir central (Makhzen). 
Expansionnisme : Une politique clé des Ait 'Atta, décrite comme un "impérialisme Berbère",, impliquant la prise de territoires (qsūr), l'éviction d'autres groupes (shurfa, Haratin,, Juif, Arabe,), et des conflits avec les voisins et le Makhzen. L'expansion depuis le Saghro était un moteur majeur de leurs conflits..
Contrôle des Ressources : La politique de guerre visait aussi le contrôle de ressources vitales, notamment les terres de pâturage (agdal) et agricoles. Les raids et le pillage (bétail, produits agricoles) étaient des tactiques importantes, avec une division du butin selon l'apport militaire.
L'organisation socio-politique, fondée sur une structure segmentaire et le système des cinq-cinquièmes, favorisait à la fois une mobilisation rapide et une efficacité militaire notable.. Toutefois, cette même organisation engendrait des conflits internes récurrents, susceptibles d’affaiblir la cohésion du groupe face aux menaces extérieures.

### Relations avec le Makhzen

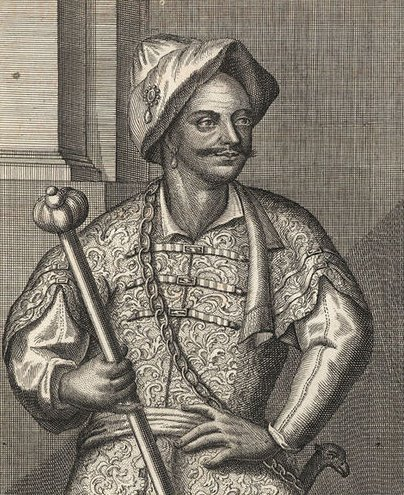
Moulay Ismaïl ben Chérif

Comme mentionné, les Aït Atta ont une position de marginalisme politique par rapport au Makhzen. Historiquement, leurs mouvements d'expansion ont souvent rencontré une forte opposition. Leurs relations avec le Makhzen étaient souvent celles de la siba (condition de dissidence ou de non-contrôle par le Sultan) avant le Protectorat. Par exemple, la première grande confrontation entre les Aït Atta et les forces du Sultan Moulay Isma'il a eu lieu en 1678 et bien que les sultans de la dynastie alaouite aient mené plusieurs campagnes militaires en vain dans le Drâa tout au long de leur regnes, les Ait Atta sont restées une source constante de trouble et de frayeur pour les habitants des ksour, notamment ceux des Haratines et des zaouia. Cela a poussé ces derniers à conclure des accords avec les Ait Atta, dans une tentative de protéger leurs intérêts et d’organiser les relations entre les ait atta et les habitants. Même sous le Protectorat, les Aït Atta restaient une partie intégrale de la zone de siba,.

## Histoire
Les Berbères Aït Atta (Ait Ouahlim,Ait Unebgi,Ait Alouane,Ait Isefoul,Ait Oualal,Ait Ouzine,Ait Khebbache) sont apparentés au groupe Sanhadja. L'identité des Aït Atta est liée à un personnage historique nommé Dadda Atta — ou le grand-père Atta — considéré comme l'ancêtre commun et le père spirituel, en raison de ses relations avec le saint, Moulay Abdallah Ben Hussein, fondateur de la zaouïa Amagharyine à Tameslouht. Il aurait vécu au XVIe siècle.) sous la bannière de la résistance face aux Banu Maqil Arabes qui infiltrent le sud-est marocain. Même Banu Maqil, qui selon la tradition aurait tué le légendaire patriarche de la tribu
Au XIXe siècle, les Aït Atta forment une confédération puissante et redoutée. À l'occasion d'un conflit opposant les Aït Atta et les Aït Izdeg récemment implantés dans la vallée du Ziz (Tafilalet), les Aït Khebbach, une tribu de la confédération Aït Atta, détruisent en 1818 Sijilmassa, cité caravanière millénaire déjà en déclin depuis plusieurs siècles.
Les Aït Atta sont longtemps restés autonomes face au pouvoir des sultans et font partie des dernières tribus résistant à la colonisation française, dite Pacification. En 1932, Assou Oubaslam est élu amghar n-ûfillâ (chef suprême de la confédération) par les dernières fractions résistant aux troupes françaises. En février 1933, il est encerclé avec 7 000 Aît Atta dont 1 200 guerriers sur les pitons de la montagne du Bougafer par les troupes françaises (goumiers marocains, troupes régulières française et partisans du Glaoui), soutenues par de l'artillerie et des bombardements d'aviation, sous le commandement du général Huré. Les assauts des deux groupements commandés à l'ouest et à l'est par les généraux Catroux et Giraud ne parviennent pas à vaincre les Aït Atta retranchés, c'est finalement le siège qui contraint Assou Oubaslam à la reddition.
En 1936, Georges Spillmann estimait la population des Aït Atta à 38 000 individus. En 1960, David Hart l'estimait à environ 135 000 individus.

## Fractionnement Tribal

### La tribu traditionnelle
Les Aït Atta étaient des nomades éleveurs ovins et caprins pratiquant la transhumance sur de longues distances jusqu'au pâturages du versant nord du Haut-Atlas, vivant sous la tente et se déplaçant avec leurs dromadaires. Sur sollicitations des cultivateurs harratin des vallées et des oasis en quête de protecteurs pour se défendre contre les incursions et pillages d’autres tribus berbères ou arabes, ils se sont progressivement sédentarisés.
Les Aït Atta sont organisés en confédération de cinq tribus ou cinq Khoms( = cinquièmes). Chaque khoms est composé de plusieurs tribus, elles-mêmes divisées en fractions. Les chefs de famille des tribus élisaient chaque année un amaghar, un chef, qui était responsable de gérer la communauté, de distribuer les ressources (notamment l'eau d'irrigation et les pâturages), de trancher les conflits et de rendre la justice avec les autres notables locaux (les imgharen-n-tqqebilt, c'est-à-dire les chefs (imgharen, pluriel d'amghar) de tribus (teqqebilt)).
La société fonctionnait selon un droit coutumier propre aux Aît Atta, l'Azref, proche de celui des autres tribus amazigh, mais assez différent du droit coranique. Un tribunal suprême d'appel, l'istinaf, jugeait des cas qui n'avaient pas pu être réglés à l'échelon local. Il siégeait à Igherm Amazdar, composé de six inakamen, hommes désignés au sein de six tribus différentes proches de ce lieu. Chaque année, et par rotation entre les khoms , un chef suprême était élu l'Amγar n’ufella (le chef d’en haut). Cette élection avait lieu dans un petit territoire neutre et constituant asile inviolable, le  Tafraut-n῾Ayt῾Atta situé autour d'Igherm Amazdar.
Dans son ouvrage « Les Ait 'Atta du Sahara et la pacification du Haut Drâa », Georges Spillmann mentionne l'existence de cinq tribus (« cinq tentes ») composant la confédération : les Ait Wallal, les Ait Wahlim, les Ait Isful, les Ait Izza et les Ait Ounbgi. Selon cet auteur, ces tribus se subdivisent elles-mêmes en sous-tribus habituellement appelées fractions, qui à leur tour se subdivisent en ighess, ce qui signifie en tamazight « l'os ou noyau », mais le sens exact est la « racine ».
Cette structure socio-politique fonctionnait de manière autonome et quasi démocratique.

### Subdivision tribale
La confédération Aït Atta se divise en « khoms » (cinq sous-tribus principales) répartis sur le territoire d’Aït Atta. Cette organisation, basée sur des structures politiques et sociales traditionnelles, est décrite dans le cadre des identités culturelles et historiques propres à cette région. Chaque khom comprend plusieurs tribus ou clans (tabgit, tibillin), organisés de la manière suivante:

#### Khoms I
- Aït Wahhlim 
  - Ait Hassu
    - Aït Bu Daud
    - Aït Ali u Hassu
    - Aït Attu
    - Uššn
    - Uzligen
    - Aït Izzu

- Zemru : 
  - Ignaouen
  - Ilemšan
  - Aït Aïssa u Brahim
  - Aït Bu Iknifen

#### Khoms II
- Aït Wallal / Aït Ounir : 
  - Aït Uzzine
  - Aït Reba
  - Aït Mullah (Massoufa)
  - Aït Bu Beker
  - Aït Unar

#### Khoms III
- Aït Isful : 
  - Aït Ichou
  - Aït Hammi
  - Aït Brahim u Hammi
  - Aït Bab Ighef

- Alwan : 
  - Aït Ghenima
  - Aït Unzar
  - Aït Bu Messaud
  - Aït Sidi

#### Khoms IV
- Aït Urbgui : 
  - Aït Khabbach
  - Aït Umnast
  - Beni Mhamed (tribu arabe inféodée aux Aït Atta)

#### Khoms V
- Aït Aïssa Mzim : 
  - Aït Yazza, Aït Khalifa, Aït el Fersi, Aït Kherdi

### Après 1956
Le Protectorat français a rétabli la suzeraineté du Sultan sur le Djebel Saghro et les Aït Atta en 1933, mais a maintenu le droit coutumier, l'Azref  et donc l'organisation tribale jusqu'en 1956. Cela était organisé par le Dahir coutumier.
Il n'y a que très peu de textes écrits par des imazighen sur le droit et la société Aït Atta. Des ethnologues ont décrit cette société durant les dernières années de son autonomie et interrogé ses acteurs, le principal est un chercheur américain David M. Hart qui a écrit deux livres de référence et plusieurs articles.
À partir de 1956, après l'Indépendance du Maroc, le Dahir Berbère a été aboli et les juridictions autonomes berbères supprimées. Les tribus et fractions ont été remplacées par les communes rurales et les caidats. Les amghars n'ont plus été élus par les chefs de famille, mais les élus locaux par le vote de tous les citoyens, amazigh ou non. Le droit privé et personnel est revenu sous le droit coranique, et le pénal sous le ressort des tribunaux de l'état marocain. La tribu a été remplacée par la commune rurale et les Aït Atta ont perdu une grande partie de leurs particularité.
Les anciens éleveurs nomades sont souvent devenus des agriculteurs sédentaires ou semi-nomades.

## Culture

### Héritage équestre

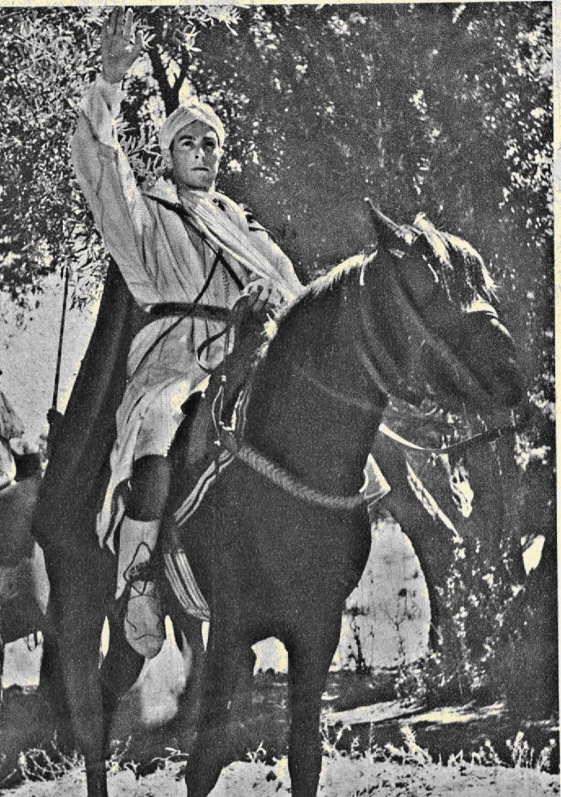
Cavalier Aït Atta en tenue traditionnelle lors d’une fantasia, 1950

Certaines branches des Aït Atta, comme celles établies dans les zones désertiques, ont progressivement abandonné l’élevage du cheval, en raison de la sécheresse et de la fin des conflits tribaux. En revanche, les Aït Atta N’oumalou, installés dans des régions plus humides comme les piémonts de Béni Mellal, ont conservé une forte culture équestre.
Ils pratiquent encore aujourd’hui la Tbourida , une forme de spectacle martial simulant les charges de cavalerie. Cette tradition valorise la discipline, la coordination des cavaliers (s’rba) et la puissance du cheval, et elle est souvent exécutée lors de mariages, de moussems et de fêtes religieuses locales.

### Ahidus
L’Ahidus est une performance collective berbère traditionnelle combinant danse et poésie orale, pratiquée par de nombreuses tribus du centre et du sud du Maroc. Elle est dansée et chantée à la fois par les femmes et les hommes. Chez les Aït Atta, la forme standard consiste à ce que les membres de chaque sexe dansent en lignes parallèles, face à face,. L’Ahidus est généralement pratiqué lors des mariages et des cérémonies de baptême, mais aussi parfois lors d’occasions moins formelles comme les pleines lunes. Plus il y a de participants, plus l’Ahidus est considéré comme réussi — il peut rassembler jusqu’à une centaine d’hommes et de femmes en même temps.
Souvent, les femmes célibataires et les divorcées participent à l’Ahidus, et comme la communauté sait qui elles sont, elles utilisent cette occasion pour chercher un partenaire. Les hommes et les femmes écoutent les voix chantées et observent les danses. Participer à l’Ahidus augmente leurs chances de trouver un partenaire potentiel. Les femmes mariées y participent aussi, mais uniquement lors d’occasions spéciales comme les mariages,.

### Mariage
Avant qu’un mariage ne soit accepté, le futur époux va voir le père de la mariée avec une tutra (cadeau) composée de deux ou trois cônes de sucre, de 2 kg de henné, de khôl, entre autres. Si cette tutra est acceptée, alors le mariage (tamghra) peut avoir lieu. Avant l’indépendance du Maroc, le contrat de mariage se faisait oralement avec le faqih local et huit notables locaux comme témoins. Après l’indépendance, le contrat est rédigé en arabe et signé par le marié et deux notaires.
La fête de mariage dure typiquement trois jours, avec un festin appelé ma'ruf. Certains riches l’étendent à six jours. Les plus pauvres n’ont qu’un festin d’un jour appelé timingas.Il n’est pas rare que plusieurs mariages aient lieu en même temps.
Le premier jour est marqué par la danse Ahidus. Les invités commencent à arriver à 19 h, la fête et les danses se poursuivent jusqu’à 16 h. Le premier ou le deuxième jour, la mariée monte une mule, un cheval ou un chameau pour se rendre à sa tente nuptiale, accompagnée d’un groupe de trois ou quatre hommes appelés isnain. Un homme ou un garçon monte derrière elle pour la stabiliser. Chez les Aït Khabbash, ce garçon doit s’appeler Muhammad. En chemin, de jeunes hommes tentent de lui voler ses chaussures, ses vêtements ou le foulard rouge sur la croupe de la monture. Ils essaient aussi d’humilier les isnain en les forçant à chanter ou à leur embrasser les mains,. Les isnain doivent empêcher cela à tout prix, utilisant des pistolets à amorces ou des fusils à poudre vide pour faire peur. S’ils échouent et que les vêtements de la mariée sont volés, ils doivent payer. Si tout se passe bien, le marié sacrifie un mouton en leur honneur, et ils gardent la viande. Sinon, elle est donnée aux voleurs.
À son arrivée, la mariée et son cortège tournent trois fois dans le sens antihoraire autour de la tente nuptiale. Elle reçoit ensuite un bol de lait, en boit une gorgée, et en asperge les invités. Le sociologue Edvard Westermarck considère que ce rituel vise à lui assurer un avenir "blanc" ou chanceux, et l’historienne de l’art Cynthia Becker y voit un symbole de fertilité,.
Dans la plupart des régions, le mariage est consommé à ce moment-là, et la mariée est dévoilée devant tous. La fête et les danses continuent le soir pour permettre au couple d’y participer. Chez les Aït Khabbash, la consommation du mariage a lieu le premier jour. Le deuxième jour est plus festif car la virginité de la femme est prouvée, et tout le monde se détend.

### Vêtements

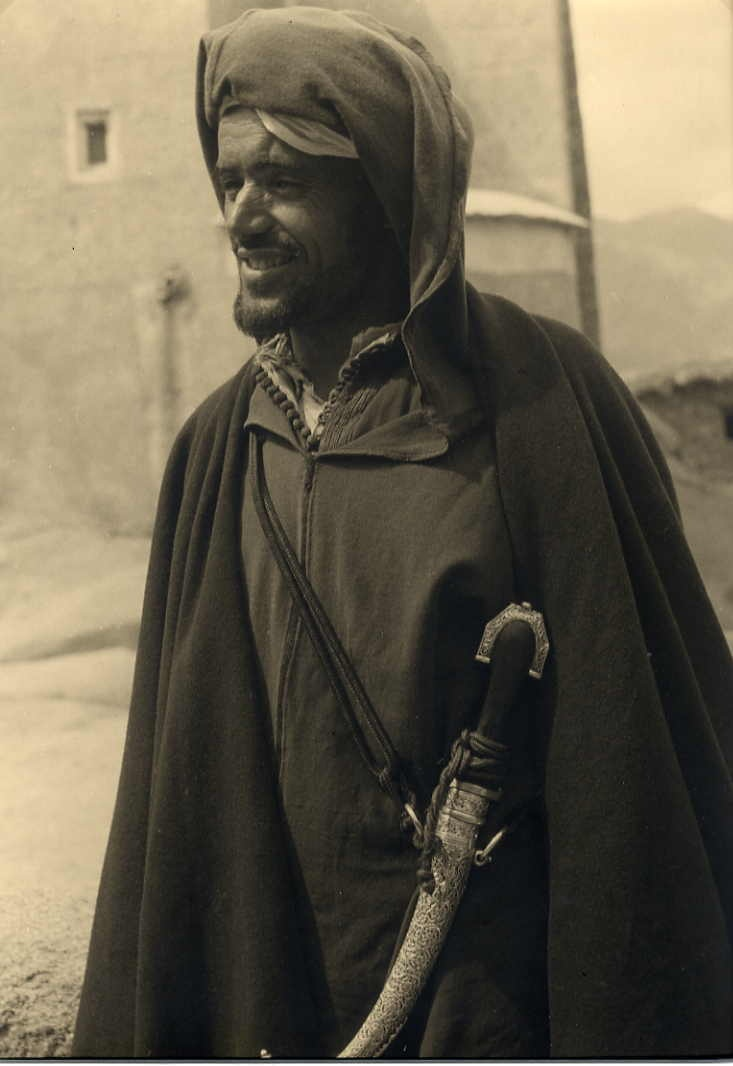
Attawi en tenue traditionnelle avec un khanjar, vers 1930.

Les hommes Aït Atta portent souvent un manteau de laine blanc appelé asilham, avec une djellaba rayée, un pantalon ample en coton blanc en dessous, et des sandales en cuir. Ils portent un turban nommé tikarzit, fait de mousseline de coton blanc ; avant la pacification française, ils portaient un turban appelé tabakshiut. Pour les Aït Atta, les deux éléments essentiels d’un homme sont la barbe et le turban. La couleur blanche, répandue au Maroc, symbolise la vertu morale et la chance,.

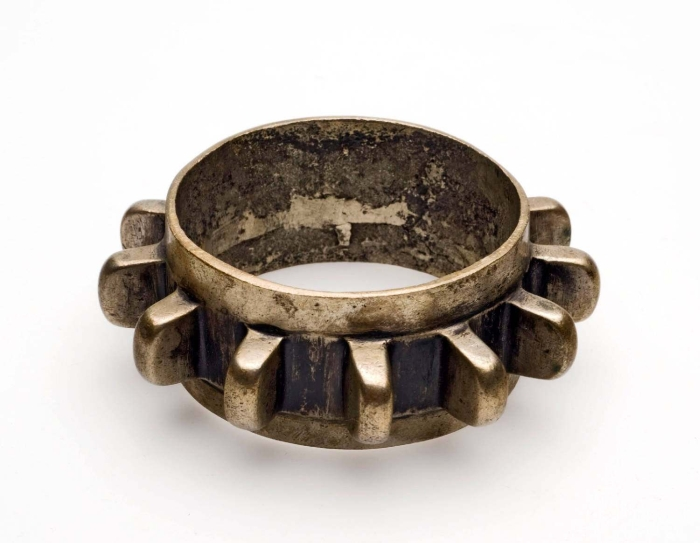
Bracelet abzeg porté par les femmes Aït Atta, utilisé autrefois pour se défendre, aujourd’hui décoratif

Les femmes Aït Atta portaient une coiffe triangulaire nommée tabugst, avec des cordons verts et des bijoux en argent. Leurs bracelets, souvent en argent, comportaient des formes triangulaires. Le triangle est un motif commun dans l’art amazigh. Chez les Aït Khabbash, un style appelé izbian n iqerroin ("bracelets de cornes d’animaux") se composait de pointes triangulaires portées aux deux poignets.
Avec la coiffe, les femmes Aït Atta portaient un voile pour la tête et le corps. Elles portaient aussi un collier de grosses perles d’ambre et une couverture en laine appelée ahandir. Chaque sous-groupe des Aït Atta avait son propre style de voile, teint à l’indigo, pour se distinguer. En dessous, elles portaient un pantalon large, introduit pendant le protectorat,.

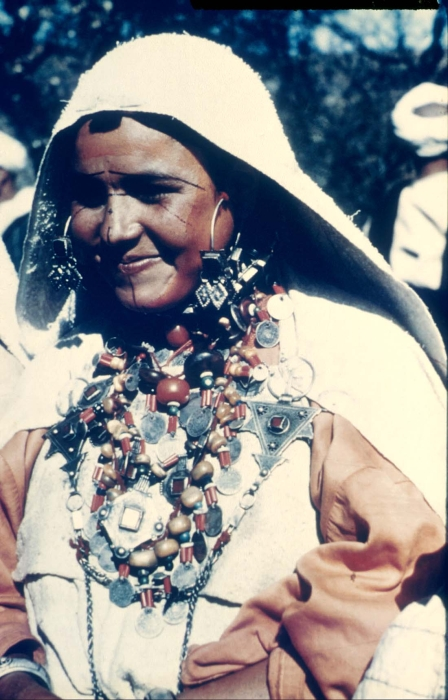
Femme Aït Atta avec tatouages faciaux et bijoux

L’usage de l’indigo distinguait les Aït Atta d’autres groupes berbères qui portaient plutôt de lourds châles de laine. Dans le Moyen et Haut Atlas, la laine était plus utile contre le froid. L’indigo était considéré comme ayant des vertus cosmétiques et médicinales. L’ethnographe français Jean Besancenot appelait les femmes Aït Atta les "femmes bleues" car la teinture indigo colorait leur peau, ce qui plaisait aux femmes du sud. Au sud de l’Atlas et dans le Sahara, les vêtements en coton indigo protégeaient du soleil et des tempêtes de sable.
Certains bijoux Aït Atta comportaient des motifs d’oiseaux. Par exemple, le insersin des Aït Atta de Tazzarine est un assemblage de pièces d’argent reliées à trois crochets avec un petit oiseau au centre. Un motif similaire se retrouve dans les pendentifs capillaires des femmes berbères de la vallée du Dadès.

### Langue
Les Aït Atta parlent un dialecte du tamazight connu sous le nom de tamazight des Aït Atta,,.Un exemple de tamazight Aït Atta est donné dans cet extrait de conte populaire translittéré par Simone Mauri et Harry Stroomer:
| Translittération du texte | Traduction française |
| --- | --- |
| 1. Ṣlliw εl nnbi 2. Ḷḷahm ṣlli εlik, a rasul ḷḷah! 3. Inna yaḵ tlla yuwt tmṭṭuṭ ism nns “Lεašiqa”. Inn- aḵ ggan zzman, inna yaḵ tili ġur uḡllid iḥkmn xms xmas y ddunit. 4. Aḡllid iḥkmn xms xmas y ddunit?! 5. Yyih, ayy, aḡllid nns ayd iḥkmn akkʷ yan lεadad, lεadad akkʷ y ddunit, ur idd akkʷ mayd ittuqyyasn...Wahli ġurs, wahli bzzaf nniḵ | 1. Priez pour le Prophète ! 2. Que la prière te parvienne, ô Messager d’Allah ! 3. Il y avait une femme appelée “Lεašiqa”. Elle était autrefois mariée au roi qui gouvernait le monde entier. 4. Le roi qui gouvernait le monde entier ?! 5. Oui, oui, c’était bien son roi, il gouvernait une grande partie du monde qu’on ne pouvait mesurer… Il possédait énormément, vraiment énormément. |

#### Système de nommage
Les Aït Atta utilisent le même système de nommage que les autres tribus berbères  (appelées collectivement Imazighen).Les Aït Atta se désignent aussi fièrement par le nom de "Beraber", un terme arabe signifiant "Berbères", qu’ils associent tout aussi fièrement à leur ancêtre éponyme Dada Atta. C’est également sous ce nom qu’ils sont largement connus.   Dans ce système, un homme est nommé à la fois comme fils de son père et comme membre du lignage de son grand-père ou arrière-grand-père paternel. Par exemple, le nom Muha u-Sa'id n-Ait Mhand u-Brahim signifie «Muha fils de Sa'id du groupe des gens de Mhand u-Brahim ». Ici, Mhand u-Brahim peut désigner le grand-père ou l’arrière-grand-père paternel.

## Galerie

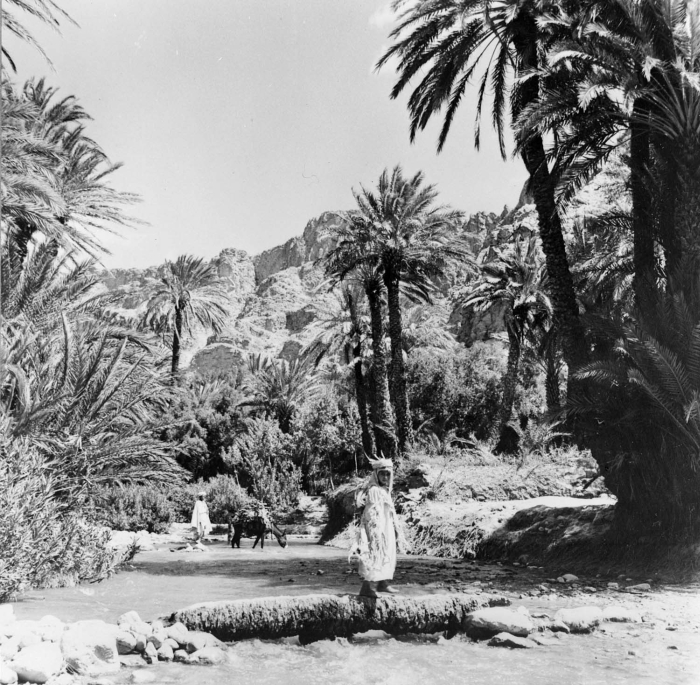
Jeune fille Aït Atta traversant un oued
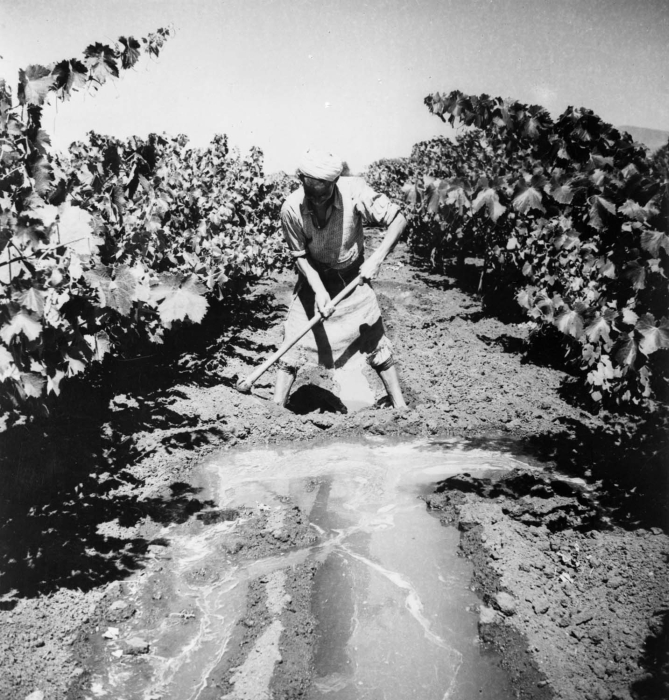
Travaux d'irrigation
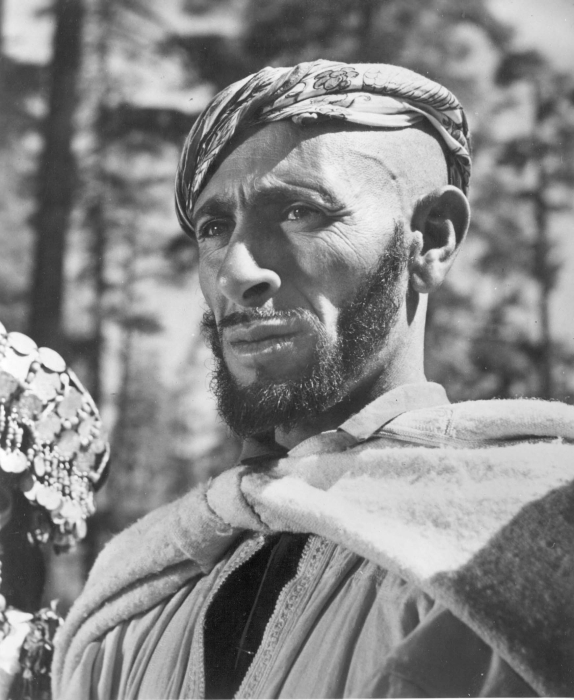
Homme Ait Atta